# Бродска река
Бродската река или в местния говор Бродската ряка или Буланъка (изписване до 1945 година: Бродска рѣка, на гръцки: Διαβολόρεμα, Дяволорема, в превод Дяволска река, Αγίου Ιωάννου, Агиу Йоану, Κοκκινορέμα, Кокинорема) е река в Сярско, Егейска Македония, Гърция.
Реката извира от планината Шарлия (Врондос), югозападно под връх Буро, на няколко километра северозападно от Горно Броди (Ано Вронду), чието име носи. Другото ѝ име Буланъка е членувано от турското bulanık, „мътен“ по цвета на водата - всички мървашки реки и потоци, извиращи от Черна гора и Шарлия имат тъмен, мътен цвят, тъй като влачат магнетитови пясъци.
Реката тече на юг и събира множество притоци в Бродската котловина. Продължава на юг между рида Кутел на запад и Бабина гора на изток под името Дурвица или Кизил Чай. След вливането на левия приток Углеш и Дяволския мост реката пропада и се появява отново северно от развалините на Лакос. След появата ѝ носи името Свети Йоан (Агиу Йоану), тъй като минава през Серския манастир „Свети Йоан Предтеча“. Излиза в Сярското поле западно от Дервешен (Инуса) и вече като регулиран канал сменя посоката си на югозапад. Източно от град Сяр (Серес) отново завива на юг. Минава западно от Нихор (Неохори), западно от Кешишлък (Неос Скопос) и Вержани (Психико) и се влива в Белица източно от Бейлик махала (Валтотопи), малко преди вливането ѝ в Струма.

## Водосборен басейн
→ ляв приток, ← десен приток
- ← Лясково
- → Углеш